# (4179) Toutatis
Pour les articles homonymes, voir Toutatis.
(4179) Toutatis est un astéroïde géocroiseur de type Apollon découvert par Christian Pollas le 4 janvier 1989 sur une plaque photographique prise par Alain Maury et Derral Mulholland avec le télescope de Schmidt du Centre de recherches en géodynamique et astrométrie (C.E.R.G.A.). Le directeur du service était Jean-Louis Heudier.

## Historique
L'astéroïde a été tout d'abord numéroté 1989 AC, puis il fut nommé en référence à Teutatès, dieu des Gaulois. Il a pu être identifié sur des photos remontant entre autres à 1934 et 1976.
Son orbite excentrique de quatre ans s'étend de juste à l'intérieur de l'orbite de la Terre jusqu'à la ceinture principale d'astéroïdes entre Mars et Jupiter. L'inclinaison de l'orbite de Toutatis est très faible (il n'y a qu'une cinquantaine d'astéroïdes géocroiseurs qui ont une orbite moins inclinée).
Dans le dernier quart de siècle, il s'est approché de la Terre le 8 décembre 1992 à une distance de 3,6 millions de kilomètres (Gm), puis le 29 septembre 2004 à 1,5 Gm et enfin le 9 novembre 2008 à 7,5 Gm (0,050 3 ua).

Sa dernière approche en date avec notre planète a eu lieu le 12 décembre 2012 à une distance minimale de 7 millions de kilomètres,, une distance qui ne posait aucun risque d'impact avec notre planète. À cette occasion, il a été photographié de près par la sonde spatiale chinoise Chang'e 2.

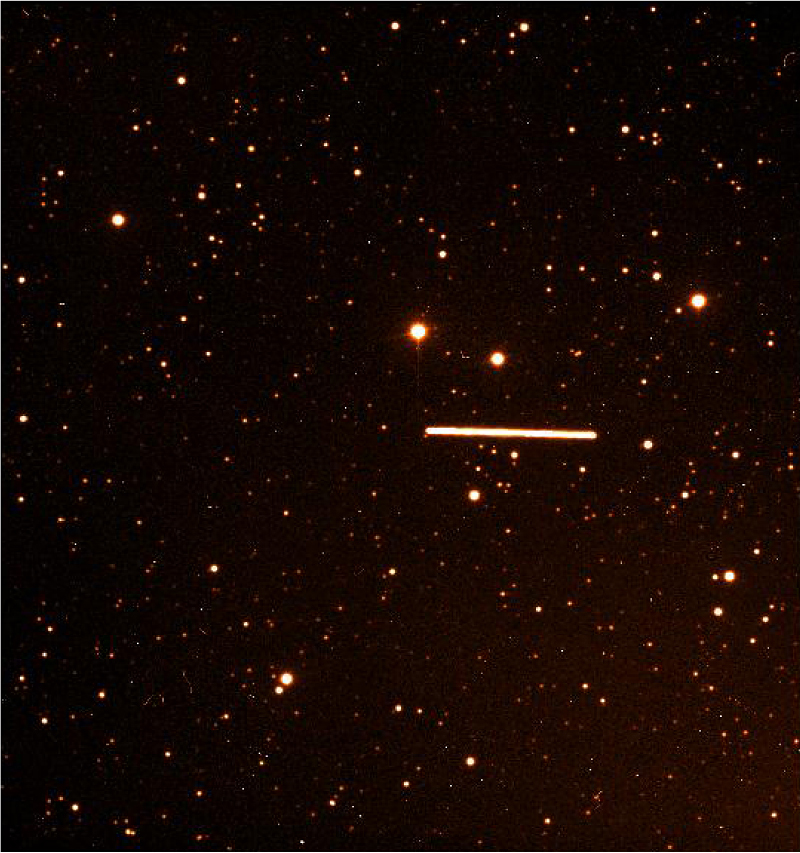
L'astéroïde Toutatis vu par l'ESO (trait).

L'approche suivante entre l'astéroïde et notre planète a eu lieu entre le 25 et le 28 décembre 2016, mais cette fois-ci à une distance d'environ 30 millions de kilomètres (0,207 ua). Sa prochaine plus proche approche aura lieu le 5 novembre 2069, à une distance de 0,019 848 6 ua (2 969 310 km).
Une conséquence de ces fréquentes approches de l'astéroïde à la Terre est qu'il subit les perturbations gravitationnelles de celle-ci. Ainsi on ne peut prédire avec exactitude sa trajectoire pour plusieurs siècles à venir.

## Singularité de sa rotation
La grande majorité des astéroïdes et des planètes tournent sur eux-mêmes autour d'un simple axe, comme des boules de billard, alors que Toutatis tourne en tous sens comme un ballon de rugby dégagé à la hâte.
Les étoiles ainsi que le Soleil vues depuis Toutatis ne suivraient pas des trajectoires circulaires et répétitives, mais croiseraient le ciel en toutes directions, ne suivant jamais deux fois la même route.
En fait, Toutatis n'a rien de ce qu'on pourrait appeler « un jour ». Sa rotation est le résultat de deux types différents de mouvement autour de deux axes avec des périodes de 5,4 et de 7,3 jours terrestres.
Il est composé de deux masses rocheuses collées ensemble par accrétion de 4  et   2,5 km de diamètre.
Sa forme et sa rotation pourraient être les résultats de collisions violentes par le passé.

## Visite réalisée
Après avoir exploré la Lune, la sonde chinoise Chang'e 2 a modifié sa trajectoire pour rencontrer Toutatis le 13 décembre 2012. Selon les informations communiquées par l'Agence spatiale chinoise (CNSA), Chang'e 2 a survolé Toutatis à la vitesse de 10,73 km/s et à 3,2 km d'altitude. La sonde aurait pris plusieurs dizaines de photographies dont certaines avec une résolution de 10 mètres par pixel.

## Dans la culture populaire
Asteroid 4179: Toutatis, pièce pour orchestre de 2005 de la compositrice Kaija Saariaho, porte le nom de l'astéroïde. 